# Северные Коряки
Северные Коряки — село в Елизовском районе Камчатского края России. Входит в состав Корякского сельского поселения.

## География
Село находится на берегу реки Авачи, на просёлочной дороге трассы Р-474 из Елизово по главной дороге Камчатки, в 25 км к  северо-западу от Елизово и в 8 км к северу от Коряк.

## История
Село было основано в 40-х годах 20-го века и первоначально называлось Новые Коряки. В 1950-х годах на восточной окраине села находился военный аэродром, являвшийся вспомогательным при постройке и начале эксплуатации ракетного полигона «Кура». За счёт этого оно могло стать более крупным селом, чем Центральные Коряки, в Северных Коряках построили школу и наладили сельское хозяйство, но из-за закрытия военного аэропорта за ненадобностью, школу закрыли, хозяйство пошло на спад, и от былых амбиций не осталось и следа. 
Во время взрыва на складе боеприпасов в Южных Коряках в 2005 году 60 % населения были временно эвакуированы.

## Население
| 2002 | 2010 | 2012 | 2013 | 2015 | 2016 | 2018 |
| ---- | ---- | ---- | ---- | ---- | ---- | ---- |
| 188  | ↘160 | →160 | ↘155 | ↗157 | ↘152 | ↘147 |
| 2020 |      |      |      |      |      |      |
| ↗157 |      |      |      |      |      |      |

- 1979 год — 290 человек
- 2007 год — 178 человек
- 2010 год — 166 человек